# Rugby 7 en los Juegos Mundiales de Cali 2013
El rugby 7 es una de las tantas disciplinas de los Juegos Mundiales de 2013. Fue la cuarta vez que se hizo presente el rugby en los juegos y también la última, ya que, esta modalidad de juego reducido pasa a ser olímpica a partir de Río 2016.

## Equipos participantes
| - Selección de rugby 7 de Canadá (Maple Leafs) - Selección de rugby 7 de Colombia (Tucanes) - Selección de rugby 7 de Hong Kong - Selección de rugby 7 de Sudáfrica (Springboks) | - Selección de rugby 7 de Argentina (Los Pumas) - Selección de rugby 7 de Brasil (Los Tupís) - Selección de rugby 7 de Francia (Les Bleus) - Selección de rugby 7 de Uruguay (Los Teros) |

## Medallero

### Torneo masculino
| Evento  | Oro       | Plata     | Bronce |
| ------- | --------- | --------- | ------ |
| Rugby 7 | Sudáfrica | Argentina | Canadá |

## Ronda preliminar

### Grupo A

#### Posiciones
| Pos. | Equipo    | Encuentros | Encuentros | Encuentros | Encuentros | Tantos  | Tantos    | Tantos     | Puntos |
| Pos. | Equipo    | jugados    | ganados    | empatados  | perdidos   | a favor | en contra | diferencia | Puntos |
| ---- | --------- | ---------- | ---------- | ---------- | ---------- | ------- | --------- | ---------- | ------ |
| 1    | Sudáfrica | 3          | 3          | 0          | 0          | 93      | 24        | + 69       | 9      |
| 2    | Canadá    | 3          | 2          | 0          | 1          | 91      | 31        | + 60       | 7      |
| 3    | Hong Kong | 3          | 1          | 0          | 2          | 57      | 62        | - 5        | 5      |
| 4    | Colombia  | 3          | 0          | 0          | 3          | 0       | 124       | - 124      | 3      |

|  | Se elimina con el 4º del grupo B |

|  | Se elimina con el 3º del grupo B |

|  | Se elimina con el 2º del grupo B |

|  | Se elimina con el 1º del grupo B |

#### Resultados
| 1 de agosto 12:30 | Sudáfrica | 43 - 0 | Colombia | Estadio Olímpico Pascual Guerrero, Cali, Colombia |  |

| 1 de agosto 12:55 | Canadá | 31 - 12 | Hong Kong | Estadio Olímpico Pascual Guerrero, Cali, Colombia |  |

| 1 de agosto 15:00 | Sudáfrica | 31 - 7 | Hong Kong | Estadio Olímpico Pascual Guerrero, Cali, Colombia |  |

| 1 de agosto 15:25 | Canadá | 43 - 0 | Colombia | Estadio Olímpico Pascual Guerrero, Cali, Colombia |  |

| 1 de agosto 17:30 | Sudáfrica | 19 - 17 | Canadá | Estadio Olímpico Pascual Guerrero, Cali, Colombia |  |

| 1 de agosto 17:52 | Hong Kong | 38 - 0 | Colombia | Estadio Olímpico Pascual Guerrero, Cali, Colombia |  |

### Grupo B

#### Posiciones
| Pos. | Equipo    | Encuentros | Encuentros | Encuentros | Encuentros | Tantos  | Tantos    | Tantos     | Puntos |
| Pos. | Equipo    | jugados    | ganados    | empatados  | perdidos   | a favor | en contra | diferencia | Puntos |
| ---- | --------- | ---------- | ---------- | ---------- | ---------- | ------- | --------- | ---------- | ------ |
| 1    | Argentina | 3          | 3          | 0          | 0          | 85      | 35        | + 50       | 9      |
| 2    | Francia   | 3          | 2          | 0          | 1          | 54      | 57        | - 3        | 7      |
| 3    | Brasil    | 3          | 1          | 0          | 2          | 29      | 55        | - 26       | 5      |
| 4    | Uruguay   | 3          | 0          | 0          | 3          | 50      | 71        | - 21       | 3      |

|  | Se elimina con el 4º del grupo A |

|  | Se elimina con el 3º del grupo A |

|  | Se elimina con el 2º del grupo A |

|  | Se elimina con el 1º del grupo A |

#### Resultados
| 1 de agosto 13:20 | Francia | 12 - 5 | Brasil | Estadio Olímpico Pascual Guerrero, Cali, Colombia |  |

| 1 de agosto 13:45 | Argentina | 26 - 14 | Uruguay | Estadio Olímpico Pascual Guerrero, Cali, Colombia |  |

| 1 de agosto 15:50 | Francia | 28 - 24 | Uruguay | Estadio Olímpico Pascual Guerrero, Cali, Colombia |  |

| 1 de agosto 16:15 | Argentina | 31 - 7 | Brasil | Estadio Olímpico Pascual Guerrero, Cali, Colombia |  |

| 1 de agosto 18:14 | Francia | 14 - 28 | Argentina | Estadio Olímpico Pascual Guerrero, Cali, Colombia |  |

| 1 de agosto 18:36 | Uruguay | 12 - 17 | Brasil | Estadio Olímpico Pascual Guerrero, Cali, Colombia |  |

## Ronda final[2]
|  | Cuartos de final | Cuartos de final |           |        | Semifinales            | Semifinales            |  |  | Final | Final |
|  |                  |                  |           |        |                        |                        |  |  |       |       |
|  |                  |                  |           |        |                        |                        |  |  |       |       |
|  |                  |                  |           |        |                        |                        |  |  |       |       |
|  | Sudáfrica        | 36               |           |        |                        |                        |  |  |       |       |
|  | Sudáfrica        | 36               |           |        |                        |                        |  |  |       |       |
|  | Uruguay          | 0                |           |        |                        |                        |  |  |       |       |
|  | Uruguay          | 0                | Sudáfrica | 33     |                        |                        |  |  |       |       |
|  |                  |                  | Sudáfrica | 33     |                        |                        |  |  |       |       |
|  |                  | Francia          | 12        |        |                        |                        |  |  |       |       |
|  | Hong Kong        | Francia          | 12        | 12     |                        |                        |  |  |       |       |
|  | Hong Kong        |                  |           | 12     |                        |                        |  |  |       |       |
|  | Francia          | 14               |           |        |                        |                        |  |  |       |       |
|  | Francia          | 14               | Sudáfrica | 33     |                        |                        |  |  |       |       |
|  |                  |                  | Sudáfrica | 33     |                        |                        |  |  |       |       |
|  |                  | Argentina        | 24        |        |                        |                        |  |  |       |       |
|  | Argentina        | Argentina        | 24        | 49     |                        |                        |  |  |       |       |
|  | Argentina        |                  |           | 49     |                        |                        |  |  |       |       |
|  | Colombia         | 5                |           |        |                        |                        |  |  |       |       |
|  | Colombia         | 5                | Argentina | 19     | Tercer y cuarto puesto | Tercer y cuarto puesto |  |  |       |       |
|  |                  |                  | Argentina | 19     | Tercer y cuarto puesto | Tercer y cuarto puesto |  |  |       |       |
|  |                  | Canadá           | 7         |        |                        |                        |  |  |       |       |
|  | Brasil           | Canadá           | 7         | 7      | Francia                | 21                     |  |  |       |       |
|  | Brasil           |                  |           | 7      | Francia                | 21                     |  |  |       |       |
|  | Canadá           | 26               |           | Canadá | 33                     |                        |  |  |       |       |
|  | Canadá           | 26               |           |        | 33                     |                        |  |  |       |       |
|  |                  |                  |           |        |                        |                        |  |  |       |       |
|  |                  |                  |           |        |                        |                        |  |  |       |       |

## Clasificación del 5º al 8º puesto
|  | Eliminatoria del 5º al 8º | Eliminatoria del 5º al 8º |   |             | Partido por el 5º lugar | Partido por el 5º lugar |  |
|  |                           |                           |   |             |                         |                         |  |
|  | 2 de agosto               |                           |   |             |                         |                         |  |
|  | Uruguay                   | 7                         |   |             |                         |                         |  |
|  | Hong Kong                 | 17                        |   |             |                         |                         |  |
|  |                           |                           |   |             |                         |                         |  |
|  |                           |                           |   |             | 2 de agosto             |                         |  |
|  |                           |                           |   |             | Hong Kong               | 22                      |  |
|  |                           | Brasil                    | 7 |             |                         |                         |  |
|  |                           |                           |   |             |                         |                         |  |
|  |                           |                           |   |             |                         |                         |  |
|  |                           |                           |   |             | Partido por el 7º lugar |                         |  |
|  | 2 de agosto               | 2 de agosto               |   | 2 de agosto | 2 de agosto             |                         |  |
|  | Colombia                  | 12                        |   | Uruguay     | 29                      |                         |  |
|  | Brasil                    | 19                        |   |             | Colombia                | 7                       |  |

## Posiciones[3]
| Posición | Selección |
| -------- | --------- |
|          | Sudáfrica |
|          | Argentina |
|          | Canadá    |
| 4        | Francia   |
| 5        | Hong Kong |
| 6        | Brasil    |
| 7        | Uruguay   |
| 8        | Colombia  |